# Volta a Andalusia 2015
La Volta a Andalusia 2015 va ser la 61a edició de la Volta a Andalusia. La cursa es disputà entre el 18 de febrer i el 22 de febrer de 2015, amb un recorregut de 857,3 km repartits entre un cinc etapes, la primera d'elles dividida en dos sectors. La cursa formà part de l'UCI Europa Tour 2015, en la categoria 2.1.
Després de tres victòries consecutives d'Alejandro Valverde, en aquesta ocasió el ciclista del Movistar Team no va disputar la cursa. El vencedor final fou el britànic Chris Froome (Team Sky), després d'una aferrissada lluita amb l'espanyol Alberto Contador (Team Tinkoff-Saxo) i que es decidí per tan sols dos segons. Contador havia liderat la cursa des de la fi de la primera etapa a aconseguir el millor temps combinat dels dos sectors d'aquella etapa i consolidà el liderat en la tercera etapa, amb final a l'alt d'Hazallanas, però en la quarta etapa Froome va dornar el cop d'efecte definitiu en guanyar l'etapa i aconseguir el liderat per tan sols dos segons, una diferència que aconseguí defensar en la darrera etapa. Beñat Intxausti (Movistar Team), a més de dos minuts i mig completà el podi.

## Equips participants
En aquesta edició hi prengueren part 22 equips: 
- 10 equips World Tour: AG2R La Mondiale, FDJ, Team Giant-Alpecin, IAM Cycling, Lotto Soudal, Team LottoNL-Jumbo, Movistar Team, Team Sky, Team Tinkoff-Saxo, Trek Factory Racing
- 11 equips continentals professionals: Caja Rural-Seguros RGA, CCC Sprandi Polkowice, Cofidis, Colombia, Team Europcar, MTN Qhubeka, Roompot, RusVelo, Topsport Vlaanderen-Baloise, Unitedhealthcare, Wanty-Groupe Gobert
- 1 equip continental: Burgos BH

## Etapes
| Etapa | Data         | Recorregut                                      |                           | Km    | Guanyador              | Líder                  | Ref.  |
| ----- | ------------ | ----------------------------------------------- | ------------------------- | ----- | ---------------------- | ---------------------- | ----- |
| 1a A  | 18 de febrer | La Rábida - Hinojos                             | Etapa accidentada         | 121,3 | Pim Ligthart (NED)     | Pim Ligthart (NED)     | [ 4 ] |
| 1a B  | 18 de febrer | Coria del Río - Coria del Río                   | contrarellotge individual | 8,2   | Javier Moreno (ESP)    | Alberto Contador (ESP) | [ 4 ] |
| 2a    | 19 de febrer | Utrera - Lucena                                 | Etapa accidentada         | 194,7 | Juan José Lobato (ESP) | Alberto Contador (ESP) | [ 5 ] |
| 3a    | 20 de febrer | Motril - Güéjar Sierra (Alt d'Hazallanas)       | Etapa de muntanya         | 159,8 | Alberto Contador (ESP) | Alberto Contador (ESP) | [ 1 ] |
| 4a    | 21 de febrer | Maracena - La Guardia de Jaén (Alt d'Allanadas) | Etapa de muntanya         | 202,4 | Chris Froome (GBR)     | Chris Froome (GBR)     | [ 2 ] |
| 5a    | 22 de febrer | Montilla - Alhaurín de la Torre                 | Etapa accidentada         | 170,9 | Juan José Lobato (ESP) | Chris Froome (GBR)     | [ 3 ] |

## Classificacions finals
|    | Ciclista                  | Equip               | Temps       |
| -- | ------------------------- | ------------------- | ----------- |
| 1  | Christopher Froome (GBR)  | Team Sky            | 21h 21' 14" |
| 2  | Alberto Contador (ESP)    | Team Tinkoff-Saxo   | + 2"        |
| 3  | Beñat Intxausti (ESP)     | Movistar Team       | + 2' 38"    |
| 4  | Mikel Nieve (ESP)         | Team Sky            | + 3' 05"    |
| 5  | Romain Bardet (FRA)       | AG2R La Mondiale    | + 3' 13"    |
| 6  | Peter Kennaugh (GBR)      | Team Sky            | + 4' 03"    |
| 7  | Nicolas Edet (FRA)        | Cofidis             | + 5' 10"    |
| 8  | Kanstantsín Siutsou (BLR) | Team Sky            | + 5' 17"    |
| 9  | Sylvain Chavanel (FRA)    | IAM Cycling         | + 5' 30"    |
| 10 | Bob Jungels (LUX)         | Trek Factory Racing | + 5' 50"    |

## Evolució de les classificacions
| Etapa | Vencedor         | Classificació general | Classificació de la muntanya | Classificació dels esprints | Classificació per punts | Classificació per equips |
| ----- | ---------------- | --------------------- | ---------------------------- | --------------------------- | ----------------------- | ------------------------ |
| 1a    | Pim Ligthart     | Pim Ligthart          | Kanstantsin Siutsou          | Peter Kennaugh              | Pim Ligthart            | Team Sky                 |
| 1b    | Javier Moreno    | Alberto Contador      | Kanstantsin Siutsou          | Peter Kennaugh              | Pim Ligthart            | Team Sky                 |
| 2     | Juan José Lobato | Alberto Contador      | Kanstantsin Siutsou          | Sjoerd Van Ginneken         | Grega Bole              | Team Sky                 |
| 3     | Alberto Contador | Alberto Contador      | Peio Bilbao                  | Pieter Jacobs               | Alberto Contador        | Team Sky                 |
| 4     | Chris Froome     | Chris Froome          | Chris Froome                 | Simon Geschke               | Alberto Contador        | Team Sky                 |
| 5     | Juan José Lobato | Chris Froome          | Peio Bilbao                  | Simon Geschke               | Chris Froome            | Team Sky                 |
| Final | Final            | Chris Froome          | Peio Bilbao                  | Simon Geschke               | Chris Froome            | Team Sky                 |